# Orlov (Eslovàquia)
|  | Aquest article tracta sobre la localitat eslovaca. Vegeu-ne altres significats a «Orlov (desambiguació)». |

Orlov és un poble i municipi d'Eslovàquia. Es troba a la regió de Prešov, al nord del país.

## Història
La primera referència escrita de la vila data del 1349.

## Demografia
| Godina             | 1994 | 2004   | 2014    | 2024   |
| ------------------ | ---- | ------ | ------- | ------ |
| Nombre de persones | 798  | 763    | 646     | 600    |
| Diferència         |      | −4,38% | −15,33% | −7,12% |

| Godina             | 2023 | 2024   |
| ------------------ | ---- | ------ |
| Nombre de persones | 598  | 600    |
| Diferència         |      | +0,33% |